# Сенді Денні
Сенді Денні (Олександра Елен МакЛін, англ. Alexandra Elene MacLean; нар. 6 січня 1947 — пом. 21 квітня 1978) — англійська співача та авторка пісень, найбільш відома як солістка фолк-рок гурту Fairport Convention. Одна з найвидатніших британських фолк-рок співачок.

## Життєпис
Після недовгої співпраці з британським фолк-гуртом Strawbs Денні долучилася до Fairport Convention у 1968 році, залишаючись з цією групою до кінця 1969 року. У 1970 вона створила гурт Fotheringay, котрий не проіснував довго, випустивши один альбом.
Між 1971 і 1977 роками Сенді Денні випустила чотири сольні альбоми. Вона також взяла участь як єдиний запрошений вокаліст у записі студійного альбому Led Zeppelin, де заспівала в дуеті з Робертом Плантом у «The Battle of Evermore» на безіменному четвертому альбомі Led Zeppelin (1971).